# Лаударик
Лаударик (также Лавдарик, Лаударих и Лавдарих; лат. Laudaricus; погиб летом 451) — близкий родственник царя гуннов Аттилы, погибший в 451 году в битве на Каталаунских полях.

## Биография

### Исторические источники
Лаударик известен только из «Галльской хроники 511 года». Возможно, анонимный автор этого исторического источника почерпнул сведения о деятельности Аттилы из какого-то более раннего труда. Предполагается, что этот первоисточник содержал более достоверные сведения о событиях в Римской Галлии в 451 году, чем современная гуннскому вторжению «Галльская хроника 452 года».
Упоминаемые в «Галльской хронике 511 года» обстоятельства гибели Лаударика содержатся в трудах и позднейших историков: например, в сочинении «О делах Испании» Родриго Хименеса де Рады и в «Истории Испании» короля Альфонсо X Мудрого.
О событиях с участием Лаударика сообщается во многих других позднеантичных и раннесредневековых исторических источниках. Среди них: хроники Проспера Аквитанского и Идация, «Галльская хроника 452 года», «Копенгагенское продолжение „Хроники“ Проспера Аквитанского», сочинения Сидония Аполлинария, «Сарагосская хроника», «Варии» и «Хроника» Кассиодора, «Хронография» Иоанна Малалы, «О происхождении и деяниях гетов» Иордана, «История франков» Григория Турского, «История готов, вандалов и свевов» Исидора Севильского, «Пасхальная хроника», «Хроника» Фредегара, «Римская история» Павла Диакона и «Хронография» Феофана Исповедника.

### Происхождение

#### Ономастические данные

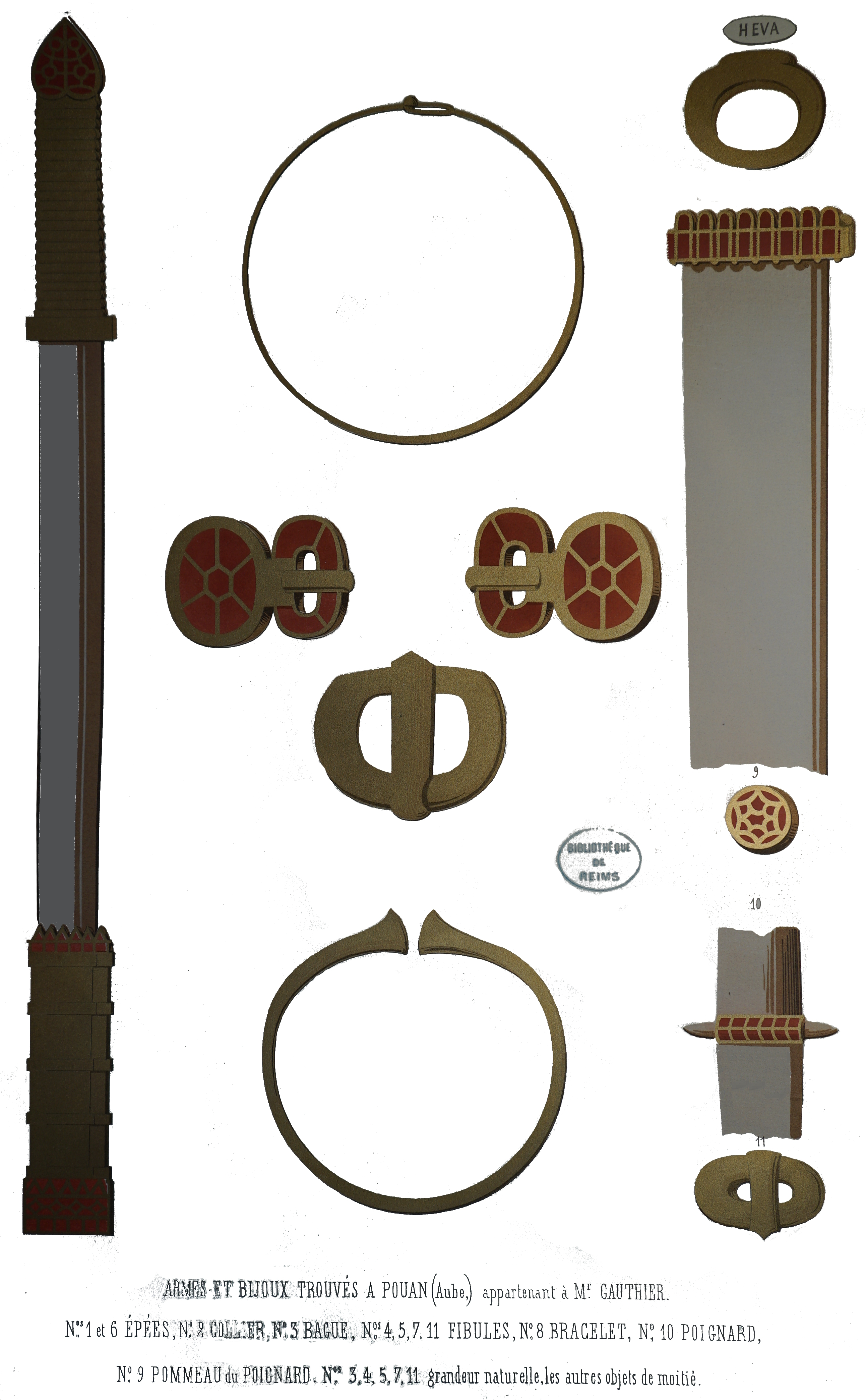
Предметы из клада из Пуана: в том числе перстень с надписью «Гева»

Согласно ономастическим данным, имя «Лаударик», скорее всего, было древнегерманского (возможно, готского) происхождения, а его этимология восходит к словосочетанию «знаменитый король» (гот. Lauda-reiks). О. Менхен-Хельфен писал, что, хотя значительная часть гуннов говорила на тюркском языке, благодаря их тесным контактам с соседними народами среди гуннских имён можно встретить имена германского, латинского и иранского происхождения. Имя «Лаударик» этот автор относил к группе гуннских имён германского происхождения. Такую точку зрения разделял и историк Х. Д. Ким.
Однако по мнению О. И. Прицака, первая часть имени «Лаударик» могла быть искажённым информаторами автора «Галльской хроники 511 года» тюркским именем «Вальда» или «Вельда», в свою очередь восходящим к именам «Бельда» или «Бледа».

#### Родственные связи
В «Галльской хронике 511 года» Лаударик назван кровным родственником (лат. cognatus) царя гуннов Аттилы. Однако в каких родственных связях они состояли, достоверно неизвестно. По одному мнению, Лаударик был двоюродным братом Аттилы. О. И. Прицак указывал родителей Лаударика как неизвестных современной науке персон. Однако также возможно, что Лаударик (также как и Оэбарс) был дядей Аттилы. По ещё одному предположению, Лаударик был тестем Аттилы: отцом одной из жён царя гуннов. Возможно, её звали Гева (Heva): это имя выгравировано на золотом перстне из клада из Пуана.
Об этническом происхождении Лаударика среди современных историков идут дискуссии. Часть историков высказывает мнение, что Лаударик был германцем. При этом он обладал в Гуннской державе таким же высоким статусом, какой имел король гепидов Ардарих. По одному предположению, Лаударик мог быть готом. По другому мнению, Лаударик — это упоминаемый в «Готской истории» Приска Панийского франкский принц, заключивший союз с Аттилой и призвавший гуннов в Галлию для борьбы с другим претендентом на власть. По свидетельству Приска Панийского, после смерти неуказанного по имени короля франков младший сын умершего попросил поддержки у Флавия Аэция, был тем усыновлён и возведён на престол, а старший сын обратился за помощью к Аттиле. Об участии франков в битве на Каталаунских полях на стороне западных римлян сообщается в нескольких раннесредневековых источниках. Предполагается, что их возглавлял бывший тогда королём салических франков Меровей. Также, возможно, Лаударик мог быть вождём гепидов, над которыми приблизительно до 500 года часто властвовали сразу два короля-соправителя.
Другая часть историков считает Лаударика гунном. Возможно, наделение члена гуннской царской семьи иноязычным именем могло быть частью проводимой правителями Гуннской державы политики по большей интеграции подчинённых народов в их государство. Это также могло способствовать легитимизации статуса Лаударика среди местной знати при назначении его властителем одного из подвластных гуннам германских племён.

### Битва на Каталаунских полях

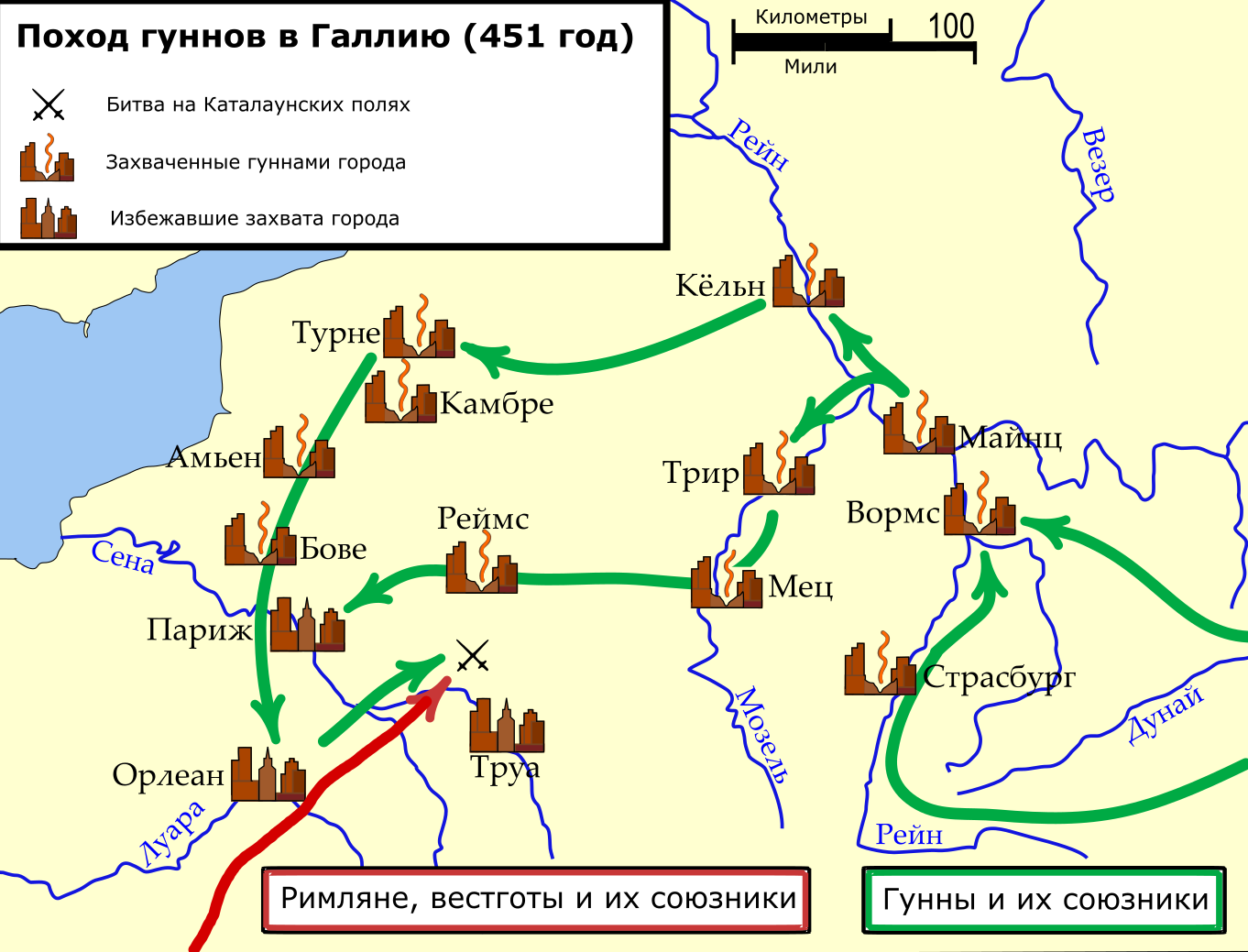
Поход гуннов в Галлию (451 год)

Предполагается, что связанный близкими родственными связями с гуннской царской семьёй Лаударик мог возглавлять один из подвластных Аттиле германских народов. По утверждению Х. Д. Кима, цари гуннов ставили своих родственников властителями наиболее крупных подчинённых племён, и Лаударик управлял одним из них, как тогда же Эллак правил акацирами, а Эдика — скирами.
В «Галльской хронике 511 года» сообщается, что Лаударик погиб в битве на Каталаунских полях: «Патриций Аэций вместе с Теодерихом, королём готов, сражается против царя Аттилы при Трикассах, в местности Мауриак, где Теодерих при неясных обстоятельствах погиб, — как и родственник Аттилы Лаударих». О точной дате битвы на Каталаунских полях сведений не сохранилось. Достоверно известно, что она произошла летом 451 года. Возможными днями сражения называют первую неделю июня, 15 июня, 20 июня, 21 июня, начало 20-х чисел июня или последние числа июня — начало июля.
Анализируя текст «Галльской хроники 511 года», современные нам историки сделали вывод, что Лаударик был очень высокопоставленной персоной, так как только он и король вестготов Теодорих I в этом источнике упоминаются среди погибших в битве на Каталаунских полях. Лаударик — единственный известный по имени подданный Аттилы, павший в этом сражении, хотя все позднеантичные и раннесредневековые авторы сообщали об очень большом количестве убитых. Так, Иордан оценивал число погибших с обеих сторон в 180 000 человек, Идаций и Исидор Севильский писали о трёхстах тысячах убитых, а Фредегар сообщал о двухстах тысячах погибших вестготов и ста пятидесяти тысячах павших гуннов. Скорее всего, количество погибших в сражении этими авторами преувеличено. Однако не вызывает сомнений, что в битве на Каталаунских полях потери обеих сторон были очень многочисленны и могли приближаться или даже превышать 100 000 человек. Возможно, такое внимание анонимного автора «Галльской хроники 511 года» к Лаударику было вызвано тем, что тот был самым знатным из погибших в сражении подданных Аттилы. Предполагается, что Лаударик был похоронен гуннами неподалёку от Каталаунских полей, а найденный вблизи излучины реки Марны гуннский котёл мог использоваться в погребальной церемонии. Этот котёл — единственный связываемый со сражением 451 года гуннский предмет, обнаруженный на данный момент. К совершённым над Лаудариком похоронным обрядам часть историков относит и найденные в Пуан-ле-Валле артефакты. Ранее эти предметы считались частью погребения короля вестготов Теодориха I, убитого в битве на Каталаунских полях Андагисом, но в настоящее время это мнение отвергнуто как необоснованное.

## Комментарии
1. ↑  По другому мнению, имя «Гева» — мужское. По предположению некоторых историков, такое имя мог иметь один из знатных германских подданных Аттилы (гот или бургунд)[22]. Однако является ли «Гева» именем похороненного в Пуан-ле-Валле — неизвестно, так как невозможно установить, при каких обстоятельствах перстень попал в захоронение[23][24].
2. ↑  Скорее всего, умершим королём франков был Хлодион, смерть которого датируется концом 440-х годов[28]. Некоторые историки считают, что союзником Аттилы мог быть Хильдерик I[30], но это утверждение не согласуется с данными других исторических источников[28].